# Raudėnai (stacja kolejowa)
Raudėnai (ros. Павянчяй) – stacja kolejowa w pobliżu miejscowości Raudėnai, w rejonie szawelskim, w okręgu szawelskim, na Litwie. Położona jest na linii Szawle – Kretynga.

## Historia
Stacja została otwarta w okresie międzywojennym.